# 比通港

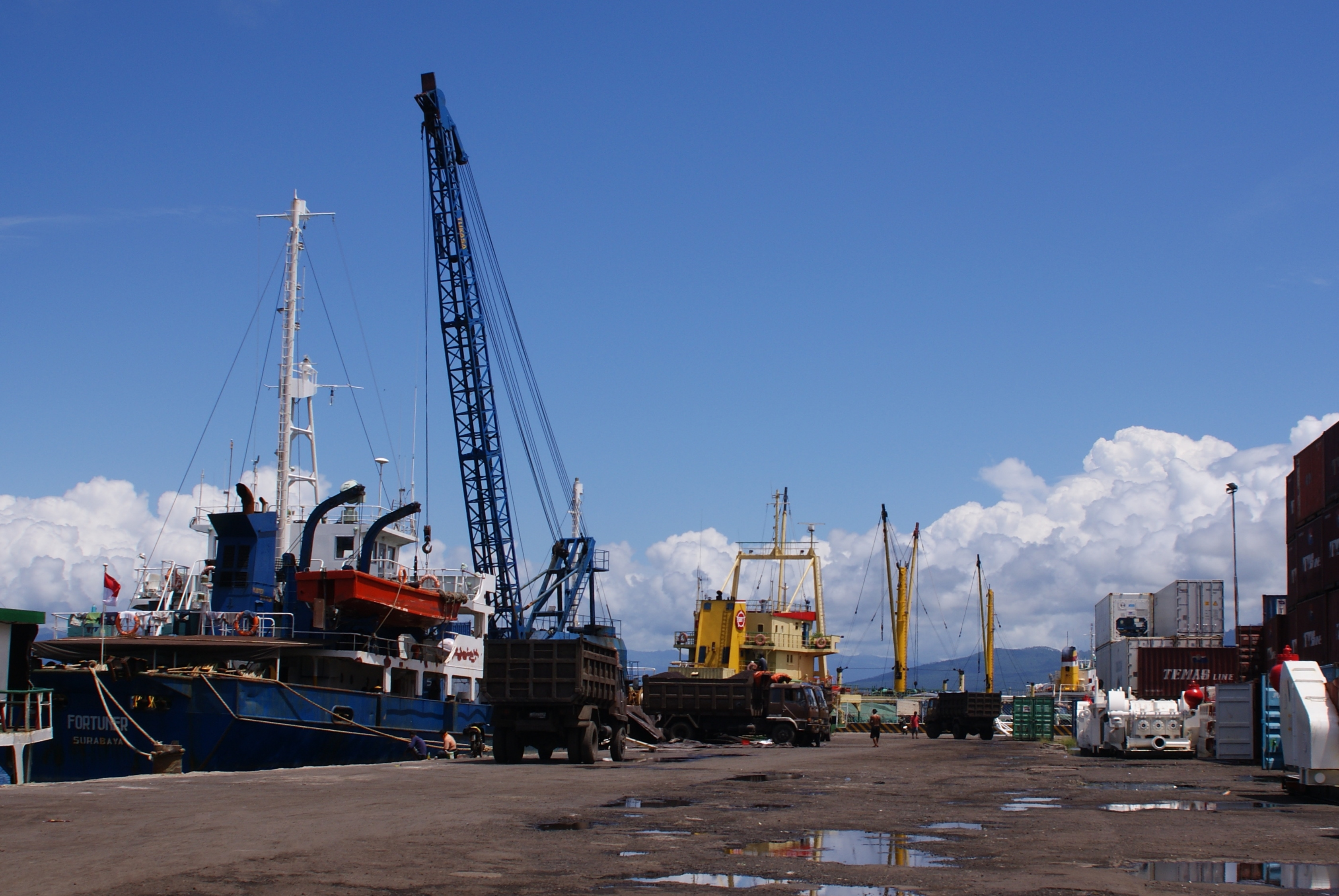
比通港的码头

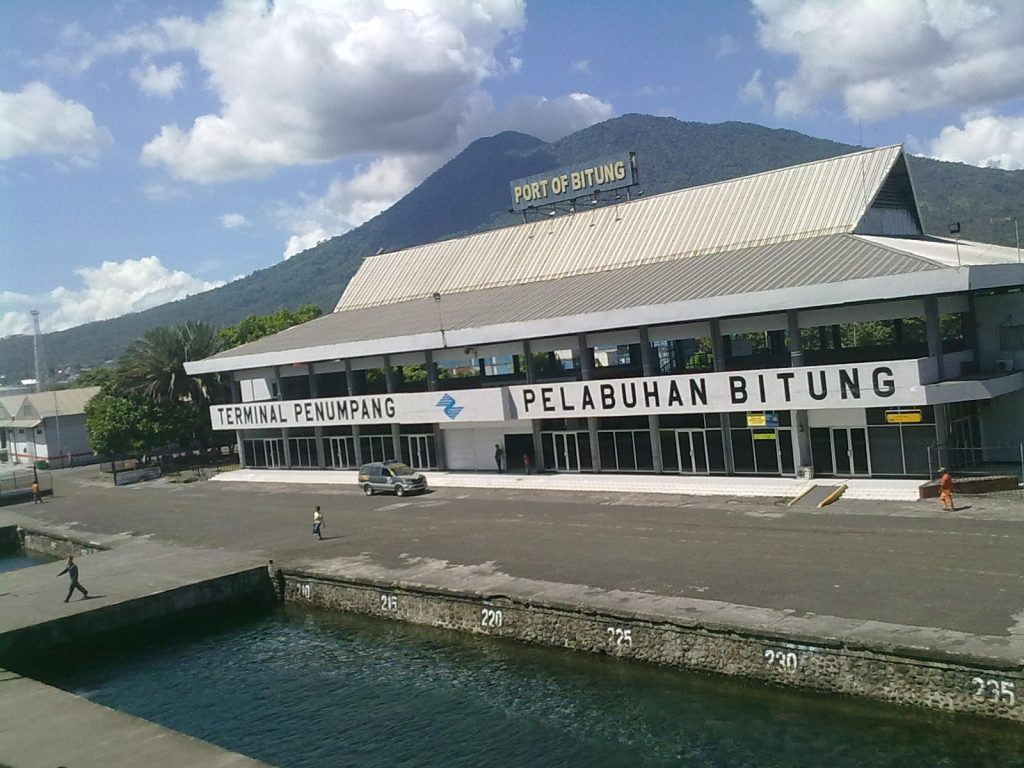
比通港的客运楼

比通港（印尼语：Pelabuhan Bitung）缩写BIT，是印度尼西亚北苏拉威西省比通市的海港，是印尼比通经济特区的一部分，由印尼港口公司经营。印尼政府通过2012年第26号总统规定，设定比通作为印尼东部地区远洋以及跨太平洋地区转运商业利益的国际枢纽海港。比通港属半日潮港，平均潮差0.9米。港区主要码头泊位岸线长682米，最大水深10.6米，最大可靠6万载重吨的船舶，大船锚地最大水深达34米。装卸设备有起重能力为15吨的岸吊及拖船等，但装卸作业主要使用船上设备。
比通港是北苏拉威西省最大的港口和主要椰干出口港，印尼的城际客船经停此港。2012年2月16日，印尼海事渔业部长夏利夫（SharifCicipSutardjo）表示，比通港将被规划成为印尼最大渔港。2014年印尼贸易部将比通港列为进口饮食品、成衣和电子产品的目的港。印尼因大量进口纺织品和瓷砖，使其国内纺织业和瓷砖业生产商出现困境，2017年印尼工业部表示其计划将进口纺织品和瓷砖限制在比通港和杜迈港。比通经济特区比通港总规划面积为2,000公顷，其中起步区面积为128公顷 ,起步区建设1个5万吨级集装箱泊位和1个5万吨级多用途泊位。

## 码头
比通港共有四个码头：
- Pier Ocean：长607米，水深5米
- Pier Nusantara：长652米，水深6米

集装箱码头：
- Pier VIII：长182米，水深20米
- Pier IX：长60米，水深10米

## 资料来源
1. ↑  . haobaodaily.co.id. 好报. 2016-02-26  [2017-09-19]. （原始内容存档于2019-06-03）.
2. ↑  . The Bridgat.com. Bridgat.   [2017-09-14]. （原始内容存档于2017-09-14）.
3. ↑  . 新文网. 印尼星洲日报. 2012-02-17  [2017-09-14].[永久]
4. ↑  . www.shangbaoindonesia.com. 印度尼西亚商报. 2017-04-24  [2017-09-14]. （原始内容存档于2017-09-14）.
5. ↑  . www.shangbaoindonesia.com. 印度尼西亚商报. 2017-04-24  [2017-09-14]. （原始内容存档于2017-09-14）.
6. ↑  . www.sc-road.cn. 丝路驿站集团有限公司.   [2017-09-17]. （原始内容存档于2017-09-18）.